# Metildopa
Metildopa (-α-Metil-3,4-dihidroksiphenilalanin, Aldomet, Aldoril, Dopamet, Dopegit) je alfa-adrenergički agonist (selektivan za α2-adrenergički receptore). Ona je psihoaktivni lek koji se koristi kao simpatolitik ili antihipertenziv. Ovaj lek se upotrebljava u manjoj meri od uvođenja bezbednije klase agenasa. Međutim, on se i dalje koristi u tretmanu hipertenzije i gestacione hipertenzije.